# Pseudotapnia curticornis
Pseudotapnia curticornis là một loài bọ cánh cứng trong họ Cerambycidae.